# Aporia agathon
Aporia agathon är en fjärilsart som först beskrevs av John Edward Gray 1831. Den ingår i släktet Aporia och familjen vitfjärilar.
Artens utbredningsområde är Nepal. Inga underarter finns listade i Catalogue of Life.

## Bildgalleri

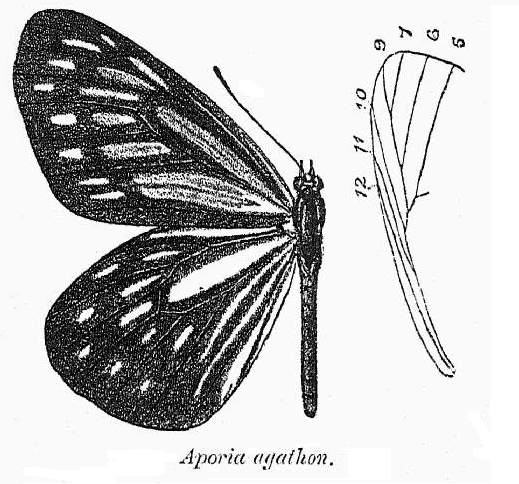